# دهان‌گردویسان
دهان‌گردویسان (نام علمی: Hyperoartia) نام یک رده از زیرشاخه مهره‌داران است.